# Тит Мессій Екстрикат
Тит Мессій Екстрикат (лат. Titus Messius Extricatus, ? — 222) — державний діяч Римської імперії, консул 217 року.

## Життєпис
Походив зі стану вершників роду Мессіїв із Великого Лептіса. Син Тита Мессія Екстриката, префекта преторія 210 року. У правління імператора Каракалли став претором, увійшов до складу сената, а згодом став легатом. Був нагороджений консульськими відзнаками.
У 217 році став консулом, разом із Гаєм Бруттієм Пресентом. Брав участь у Парфянському поході. Сприяв отриманню Геліогабалом трону. У 218 році його призначено префектом преторія. У 222 році був вбитий преторіанцями разом з імператором Каркаллою.